# Patenttroll

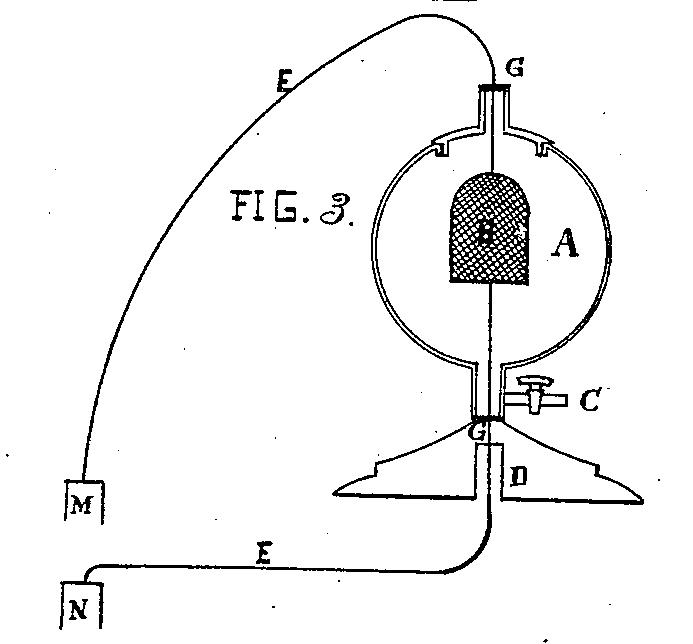
Thomas Edison köpte ett tidigt patent på glödlampa utvecklat av Henry Woodward, så att ingen skulle kunna utveckla produkten.

Patenttroll är en pejorativ term. Ordet syftar på en person eller ett företag som upprätthåller sina patent mot ett eller flera påstådda intrång på ett sätt som (av den part som använder termen) uppfattas som otillbörligt aggressivt eller opportunistiskt. Patenttrollet agerar ofta utan någon avsikt att tillverka eller marknadsföra den patenterade uppfinningen.
En del berömda uppfinnare har ansetts vara "patenttroll", då de köpt upp konkurrerande patent endast i syfte att hindra utvecklingen av en konkurrerande produkt. Detta har bland annat sagts om Thomas Edison, som köpte upp andras patent på glödlampor i rent skyddssyfte.

## Källhänvisningar
1. ↑  Quinn, Gene (2014-01-26): "Thomas Edison and the Electric Lamp, Patented Jan. 27, 1880". ipwatchdog.com. Läst 15 mars 2015. (engelska)